# Пища богов (фильм)
«Пища богов» (англ. The Food of the Gods) — американский фильм ужасов 1976 года. По мотивам одноимённого романа Герберта Уэллса.

## Сюжет
Небольшой островок у берегов Британской Колумбии. На нём живёт семейная чета фермеров, мистер и миссис Скиннер. Однажды прямо на земле появляется «манна небесная», которую они принимают за «дар Господень» и начинают кормить этим своих цыплят, которые очень быстро приобретают гигантские размеры и убивают мистера Скиннера. Вскоре на острове появляются огромные крысы, осы, черви.
Тем временем этот остров для охоты избрала компания молодых людей во главе со спортсменом Морганом. Один из них погибает от укуса гигантской осы. После этого все в страхе уплывают обратно на материк, но Морган с приятелем Брайаном вскоре возвращаются, чтобы разобраться в происшествии. В расследовании им помогают жители острова: влюблённая пара Томас и Рита, владелец завода по производству собачьего корма Джек Бенсингтон и его молодая помощница Лорна («леди-бактериолог»).
В итоге все они оказываются в осаде в фермерском доме, а до них пытаются добраться гигантские крысы, жертвами которых становятся миссис Скиннер и Джек. Морган взрывает близлежащую дамбу, затопляя остров. Крысы, не способные от избытка массы плавать, тонут.
Однако «манна» цела: вода смывает её в реку, её находят и съедают пасущиеся на берегу коровы, которые после этого дают странное молоко, а его выпивают школьники…

## В ролях
- Марджо Гортнер — Морган
- Памела Франклин — Лорна
- Ральф Микер — Джек Бенсингтон
- Джон Сайфер — Брайан
- Айда Лупино — миссис Скиннер

## Факты
- В 1977 году фильм номинировался на получение «Сатурна» в категории «Лучший фильм ужасов», но не выиграл награды[2]. Зато известные в США кинокритики Гарри и Майкл Медвед[англ.] присудили ленте «Золотую индюшку» как «худшему фильму всех времён о грызунах».
- Для съёмок были сконструированы 6 механических крысиных голов, 4 человека в костюмах крыс играли чудовищ[3].
- В 1989 году канадским режиссёром Дамьеном Ли был снят и выпущен в прокат фильм ужасов «Пища богов 2». Этот фильм не имеет почти ничего общего с первой частью, кроме названия, также в нём мало что осталось от оригинального романа Уэллса.